# Calommata sundaica
Calommata sundaica är en spindelart som först beskrevs av Carl Ludwig Doleschall 1859.  Calommata sundaica ingår i släktet Calommata och familjen pungnätsspindlar. Inga underarter finns listade.